# Okpabana
NNS Okpabana (F 93), poprzednio USCGC Gallatin (WHEC-721) – amerykański okręt patrolowy typu Hamilton Straży Wybrzeża Stanów Zjednoczonych, od 2014 roku służący w Nigeryjskiej Marynarce Wojennej.

## Budowa
Oceaniczny okręt patrolowy USCGC „Gallatin” (WHEC-721) był jednym z 12 okrętów typu Hamilton, zbudowanych dla Straży Wybrzeża Stanów Zjednoczonych (US Coast Guard) i klasyfikowanych tam oficjalnie jako „kutry o wysokiej autonomiczności” (ang. high endurance cutter). Budowane były w stoczni Avondale Shipyards w Nowym Orleanie.
Stępkę pod budowę USCGC „Gallatin” położono 27 lutego 1967 roku, a okręt wodowano 18 listopada tego roku. Wszedł do służby amerykańskiej 20 grudnia 1968 roku. 

## Opis

### Architektura i kadłub

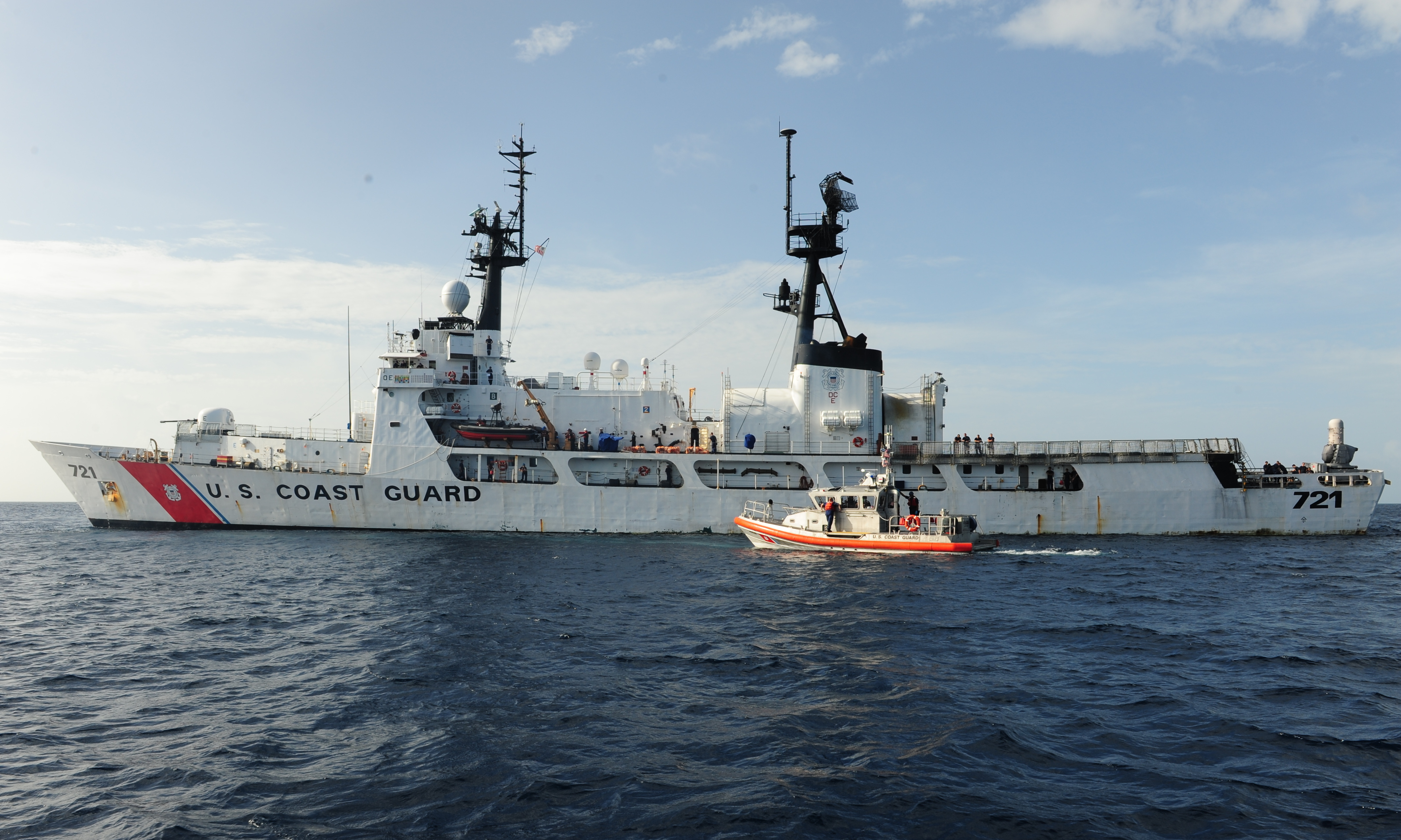
USCGC „Gallatin” w 2013

Okręty typu Hamilton mają gładkopokładowy kadłub z silnie wychyloną, lekko wygiętą (kliprową) dziobnicą. Po modernizacji w ramach programu FRAM (między 1985 a 1992) na pokładzie dziobowym mają długą pokładówkę, na której przednim skraju zamontowana jest wieża armaty uniwersalnej 76 mm OTO Melara Compact. Dalej znajduje się wysoka i szeroka nadbudówka z pomostem nawigacyjnym. Nadbudówka wykonana jest głównie ze stopów aluminium dla zmniejszenia masy. Pokład pierwszej kondygnacji nadbudówki rozciąga się na całą szerokość kadłuba, podparty skośnymi filarami na równej płaszczyźnie z burtami, i ciągnie się prawie do rufy, kończąc się lądowiskiem dla śmigłowca. Lądowisko ma wymiary: 26,8 × 12,2 m. W tylnej części śródokręcia okręty mają dwa kominy obok siebie, a po modernizacji między nimi umieszczony jest rozkładany teleskopowo hangar dla śmigłowca, półokrągły w przekroju poprzecznym. Rufa jest pawężowa. Okręty mają dwa maszty, stanowiące podstawy do anten: za nadbudówką dziobową i przed kominami.
Wyporność pełna wynosi 3100 ts (ton angielskich), długość 115,2 m, szerokość 13,1 m, a zanurzenie 6,1 m. Załoga wynosi w służbie nigeryjskiej 162 osoby, w tym 19 oficerów.

### Uzbrojenie
Uzbrojenie główne początkowo stanowiła armata uniwersalna kalibru 127 mm o długości lufy 38 kalibrów (L/38), zamieniona na przełomie lat 80/90 na armatę automatyczną OTO Melara 76 mm Mk 75 Compact L/62 w wieży na dziobie. Jej szybkostrzelność wynosi do 85 strz./min, zasięg przeciw celom nawodnym do 16 km, a przeciw powietrznym do 12 km. Strzela pociskami o masie 6 kg. 
W służbie amerykańskiej uzbrojenie ponadto stanowiły dwa działka kalibru 20 mm Mk 67, zamienione w latach 90. na 25 mm Mk 83 Bushmaster, jeden zestaw artyleryjski obrony bezpośredniej Phalanx CIWS Mk 15 kalibru 20 mm (dodany w latach 1992-93) i cztery karabiny maszynowe kalibru 12,7 mm. Przed przekazaniem Nigerii usunięto działka Phalanx i Bushmaster, pozostawiając karabiny maszynowe.
Na rufie okręt ma lądowisko dla śmigłowca i rozkładany teleskopowo hangar. W służbie amerykańskiej stacjonował na nim śmigłowiec H-60 lub H-65.

### Napęd
Napęd okrętu stanowią dwie turbiny gazowe Pratt & Whitney FT4A-6 i dwa silniki wysokoprężne Fairbanks-Morse 38TD8-1/8-12 w układzie CODOG. Turbiny gazowe rozwijają łączną moc 36 000 hp (26 860 kW), a silniki wysokoprężne rozwijają łączną moc 7000 hp (5220 kW). Turbiny albo silniki napędzają dwie śruby o zmiennym skoku. Ponadto okręty tego typu mają wciągany pędnik dziobowy o mocy 350 hp (261 kW). Prędkość maksymalna wynosi 29 węzłów, a zasięg 9000 mil morskich przy prędkości 15 węzłów.

## Służba

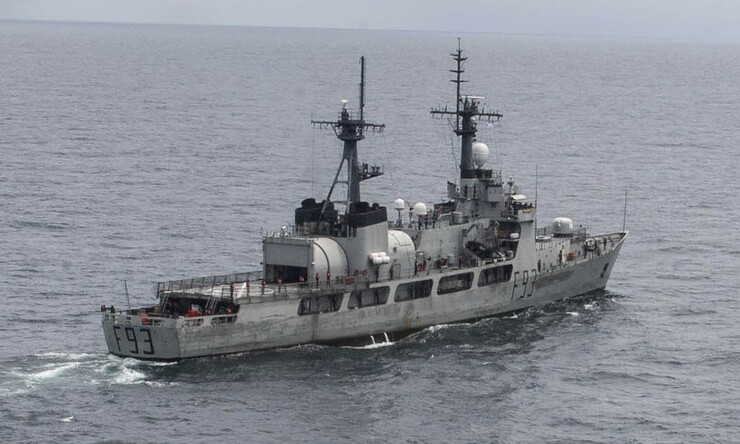
NNS „Okpabana” w 2020 roku

W marcu 2014 roku okręt wycofano ze służby w Coast Guardzie, a 7 maja 2014 roku przekazano nieodpłatnie Nigerii w North Charleston. Okręt został wcielony do  Nigeryjskiej Marynarki Wojennej, która otrzymała już wcześniej bliźniacza jednostkę „Thunder”. Otrzymał nazwę NNS „Okpabana” i numer burtowy F 93.